# Persone di nome Gilbert
| Questa pagina contiene informazioni ricavate automaticamente dalle voci biografiche con l'ausilio del template Bio e di un bot. L'aggiornamento è periodico e automatico e ricostruisce completamente la pagina. Se manca una persona in questa lista, sei pregato di non aggiungerla, ma accertati piuttosto che la sua voce biografica contenga il template Bio e che i dati anagrafici siano correttamente compilati. Se il template Bio manca, inseriscilo tu stesso o, in alternativa, metti l'avviso {{tmp\|Bio}} che ne segnala la mancanza. Se i dati riportati sono sbagliati, correggi direttamente la voce biografica; le modifiche saranno visibili in questa lista entro pochi giorni. Per chiarimenti vedi il progetto antroponimi. La lista contiene solo le 137 persone che sono citate nell'enciclopedia e per le quali è stato implementato correttamente il template Bio. Pagina aggiornata al 22 lug 2025. |

Questa è una lista di persone presenti nell'enciclopedia che hanno il nome Gilbert, suddivise per attività principale.

## Allenatori di calcio(2)
- Gilbert Gress, allenatore di calcio e ex calciatore francese (Strasburgo, n. 1941)
- Gil Merrick, allenatore di calcio e calciatore britannico (Birmingham, n. 1922 - Birmingham, † 2010)

## Allenatori di calcio a 5(1)
- Gil Marques, allenatore di calcio a 5 e ex giocatore di calcio a 5 brasiliano (Niterói, n. 1968)

## Allenatori di tennis(1)
- Gilbert Schaller, allenatore di tennis e ex tennista austriaco (Bruck an der Mur, n. 1969)

## Ambientalisti(1)
- Gilbert L. Voss, ambientalista e oceanografo statunitense (Hypoluxo, n. 1918 - † 1989)

## Antropologi(1)
- Gilbert Durand, antropologo e saggista francese (Chambéry, n. 1921 - Rumilly, † 2012)

## Arcivescovi anglicani(1)
- Gilbert Sheldon, arcivescovo anglicano e teologo inglese (Stanton, n. 1598 - Lambeth, † 1677)

## Arcivescovi cattolici(1)
- Gilbert Armea Garcera, arcivescovo cattolico filippino (Magarao, n. 1959)

## Artisti(2)
- Gilbert Baker, artista e attivista statunitense (Chanute, n. 1951 - New York, † 2017)
- Gilbert & George, artista britannico (San Martino in Badia, n. 1943)

## Artisti marziali misti(2)
- Gilbert Melendez, artista marziale misto statunitense (Santa Ana, n. 1982)
- Gilbert Burns, artista marziale misto brasiliano (Niterói, n. 1986)

## Attori(5)
- Gilbert M. Anderson, attore, sceneggiatore e regista statunitense (Little Rock, n. 1880 - South Pasadena, † 1971)
- Gilbert Emery, attore e sceneggiatore statunitense (Naples, n. 1875 - Los Angeles, † 1945)
- Gilbert Emery, attore australiano (n. 1882 - Los Angeles, † 1934)
- Gil Gerard, attore statunitense (Little Rock, n. 1943)
- Gilbert Roland, attore messicano (Ciudad Juárez, n. 1905 - Los Angeles, † 1994)

## Attori pornografici(1)
- Christoph Clark, ex attore pornografico francese (Besançon, n. 1958)

## Aviatori(1)
- Gilbert La Lasseur de Ranzay, aviatore francese (Parigi, n. 1885 - Firenze, † 1912)

## Bobbisti(1)
- Gilbert Colgate, Jr., bobbista statunitense (New York, n. 1899 - New York, † 1965)

## Botanici(1)
- Gilbert Thomas Burnett, botanico britannico (n. 1800 - † 1835)

## Calciatori(20)
- Gilbert Agius, ex calciatore e allenatore di calcio maltese (La Valletta, n. 1974)
- Gilbert Álvarez, calciatore boliviano (Santa Cruz de la Sierra, n. 1992)
- Gilbert Bodart, ex calciatore e allenatore di calcio belga (Ougrée, n. 1962)
- Gilbert Brébion, calciatore francese (Parigi, n. 1887 - La Garde, † 1970)
- Gilbert Dussier, calciatore lussemburghese (Oïcha-Beri, n. 1949 - † 1979)
- Gilbert Dutoit, calciatore e allenatore di calcio svizzero (Losanna, n. 1925 - † 2019)
- Gilbert Fesselet, calciatore svizzero (La Chaux-de-Fonds, n. 1928 - Blonay, † 2022)
- Gilbert Guyot, ex calciatore svizzero (n. 1948)
- Giannelli Imbula, calciatore congolese (Repubblica Democratica del Congo) (Vilvoorde, n. 1992)
- Gilbert Jean-Baptiste, ex calciatore haitiano (n. 1973)
- Gilbert Koomson, calciatore ghanese (Accra, n. 1994)
- Gilbert Le Chenadec, ex calciatore francese (Languidic, n. 1938)
- Gilbert Meriel, calciatore francese (Faa'a, n. 1986)
- Gilbert Moevi, calciatore togolese (Lomé, n. 1934 - Bordeaux, † 2022)
- Gilbert Mushangazhike, ex calciatore zimbabwese (Salisbury, n. 1975)
- Gilbert Perrucconi, ex calciatore italiano (Belfort, n. 1941)
- Gilbert Rey, ex calciatore svizzero (Carouge, n. 1930)
- Gilbert Roylance, calciatore inglese (Leeds, n. 1909 - Leeds, † 1985)
- G. O. Smith, calciatore inglese (Croydon, n. 1872 - Lymington, † 1943)
- Gilbert Van Binst, calciatore belga (Machelen, n. 1951 - Zaventem, † 2025)

## Cantanti(1)
- Gilbert Bécaud, cantante, pianista e compositore francese (Tolone, n. 1927 - Parigi, † 2001)

## Cantautori(1)
- Gilbert Montagné, cantautore e pianista francese (Parigi, n. 1951)

## Cestisti(4)
- Gilbert Arenas, ex cestista statunitense (Tampa, n. 1982)
- Gilbert Brown, ex cestista statunitense (Harrisburg, n. 1987)
- Gib Ford, cestista statunitense (Tulia, n. 1931 - Naples, † 2017)
- Gil McGregor, ex cestista statunitense (n. 1949)

## Chimici(2)
- Gilbert Lewis, chimico statunitense (Weymouth, n. 1875 - Berkeley, † 1946)
- Gilbert Stork, chimico belga (Bruxelles, n. 1921 - † 2017)

## Ciclisti su strada(7)
- Gilbert Bauvin, ex ciclista su strada e ciclocrossista francese (Lunéville, n. 1927)
- Gilbert Bellone, ex ciclista su strada francese (Grasse, n. 1942)
- Gilbert Desmet, ciclista su strada e dirigente sportivo belga (Roeselare, n. 1931 - Rumbeke, † 2024)
- Gilbert Duclos-Lassalle, ex ciclista su strada e pistard francese (Lembeye, n. 1954)
- Gilbert Glaus, ex ciclista su strada svizzero (Thun, n. 1955)
- Gilbert Levae, ciclista su strada belga (Gand, n. 1912 - Liegi, † 1995)
- Gilberto Marley, ciclista su strada e dirigente sportivo italiano (Brentford, n. 1871 - Blevio, † 1939)

## Comici(1)
- Gilbert Gottfried, comico, attore e doppiatore statunitense (New York, n. 1955 - New York, † 2022)

## Compositori(2)
- Gilbert Amy, compositore e direttore d'orchestra francese (Parigi, n. 1936)
- Gilbert Banester, compositore inglese (Londra, n. 1445 - † 1487)

## Compositori di scacchi(1)
- Gilbert Dobbs, compositore di scacchi statunitense (Richmond, n. 1867 - Carrollton, Georgia, † 1941)

## Direttori della fotografia(2)
- Gilbert Taylor, direttore della fotografia e fotografo britannico (Bushey Heath, n. 1914 - Newport, † 2013)
- Gilbert Warrenton, direttore della fotografia statunitense (Paterson, n. 1894 - Riverside County, † 1980)

## Disc jockey(1)
- Goa Gil, disc jockey statunitense (San Rafael, n. 1951 - † 2023)

## Filosofi(3)
- Gilbert Harman, filosofo statunitense (East Orange, n. 1938 - † 2021)
- Gilbert Ryle, filosofo britannico (Brighton, n. 1900 - Whitby, † 1976)
- Gilbert Simondon, filosofo francese (Saint-Étienne, n. 1924 - Palaiseau, † 1989)

## Fisici(1)
- Gilbert Walker, fisico e statistico britannico (Rochdale, n. 1868 - Coulsdon, † 1958)

## Flautisti(1)
- Gilbert Favre, flautista e antropologo svizzero (n. 1936 - Russin, † 1998)

## Fotografi(1)
- Gilbert Garcin, fotografo francese (La Ciotat, n. 1929 - Marsiglia, † 2020)

## Fumettisti(2)
- Gilbert Gascard, fumettista francese (Marsiglia, n. 1931 - Roquebrune-sur-Argens, † 2010)
- Gilbert Shelton, fumettista statunitense (Houston, n. 1940)

## Funzionari(1)
- Gilbert Chabrol de Volvic, funzionario francese (Riom, n. 1773 - Parigi, † 1843)

## Generali(1)
- Gilbert Diendéré, generale burkinabé (Burkina Faso, n. 1960)

## Giocatori di calcio a 5(1)
- Gilbert Alpízar, ex giocatore di calcio a 5 costaricano (n. 1971)

## Glottologi(1)
- Gilbert Lazard, glottologo, linguista e iranista francese (Parigi, n. 1920 - Parigi, † 2018)

## Hockeisti su ghiaccio(2)
- Gilbert Dionne, ex hockeista su ghiaccio canadese (Drummondville, n. 1970)
- Gilbert Perreault, ex hockeista su ghiaccio canadese (Victoriaville, n. 1950)

## Impresari teatrali(1)
- Gilbert Miller, impresario teatrale statunitense (New York, n. 1884 - New York, † 1969)

## Informatici(1)
- Gil Amelio, informatico statunitense (New York, n. 1943)

## Ingegneri(2)
- Gilbert Levin, ingegnere statunitense (Baltimora, n. 1924 - Bethesda, † 2021)
- Gilbert Vernam, ingegnere statunitense (n. 1890 - † 1960)

## Ittiologi(1)
- Gilbert Percy Whitley, ittiologo australiano (Southampton, n. 1903 - Sydney, † 1975)

## Matematici(1)
- Gilbert Ames Bliss, matematico statunitense (Chicago, n. 1876 - Harvey, † 1951)

## Medievisti(1)
- Gilbert Ouy, medievista e bibliotecario francese (Parigi, n. 1924 - Montmélian, † 2011)

## Mercenari(1)
- Bob Denard, mercenario francese (Grayan-et-l'Hôpital, n. 1929 - Parigi, † 2007)

## Mezzofondisti(1)
- Gil Dodds, mezzofondista statunitense (Norcatur, n. 1918 - † 1977)

## Mineralogisti(1)
- Gilbert Joseph Adam, mineralogista francese (Fontainebleau, n. 1795 - Parigi, † 1881)

## Naturalisti(1)
- Gilbert White, naturalista e ornitologo britannico (Selborne, n. 1720 - Selborne, † 1793)

## Nobili(6)
- Gilbert Elliot-Murray-Kynynmound, II conte di Minto, nobile e politico britannico (Glasgow, n. 1782 - Potsdam, † 1859)
- Gilbert Elliot-Murray-Kynynmound, IV conte di Minto, nobile, militare e politico inglese (Londra, n. 1845 - Minto, † 1914)
- Gilbert de Lacy, nobile britannico († 1162)
- Gilbert Marshal, IV conte di Pembroke, nobile inglese (n. 1194 - Ware, † 1241)
- Gilbert Motier de La Fayette, nobile e militare francese († 1462)
- Gilbert Talbot, VII conte di Shrewsbury, nobile inglese (n. 1552 - Londra, † 1616)

## Nuotatori(2)
- Gilbert Bozon, nuotatore francese (Troyes, n. 1935 - Tours, † 2007)
- Gilbert Kaburu, ex nuotatore ugandese (n. 1981)

## Pattinatori artistici su ghiaccio(1)
- Gilbert Fuchs, pattinatore artistico su ghiaccio tedesco (Graz, n. 1871 - † 1952)

## Pittori(3)
- Gilbert Blanc, pittore francese (Bédoin, n. 1906 - Carpentras, † 1993)
- Gilbert Stuart, pittore statunitense (Saunderstown, n. 1755 - Boston, † 1828)
- Gilbert de Sève, pittore francese (Moulins, n. 1615 - Parigi, † 1698)

## Poeti(1)
- Gilbert Sorrentino, poeta e scrittore statunitense (Brooklyn, n. 1929 - Brooklyn, † 2006)

## Polistrumentisti(1)
- Gilbert Gabriel, polistrumentista e paroliere britannico (Bruton, n. 1956)

## Politici(6)
- Gil Cisneros, politico statunitense (Los Angeles, n. 1971)
- Gilbert Elliot-Murray-Kynynmound, I conte di Minto, politico, diplomatico e nobile britannico (Edimburgo, n. 1751 - Stevenage, † 1814)
- Gilbert Houngbo, politico togolese (Agbandi, n. 1961)
- Gilbert Saboya Sunyé, politico andorrano (Sant Julià de Lòria, n. 1966)
- Gilbert Sackville-West, VIII conte De La Warr, politico e ufficiale britannico (n. 1869 - † 1915)
- Gilbert Carlton Walker, politico statunitense (South Gibson, n. 1833 - New York, † 1885)

## Politologi(1)
- Gilbert Achcar, politologo francese (n. 1951)

## Produttori cinematografici(1)
- Gilbert Adler, produttore cinematografico, sceneggiatore e regista statunitense (New York, n. 1946)

## Pugili(1)
- Gilbert Chapron, pugile francese (Blois, n. 1933 - Blois, † 2016)

## Registi(6)
- Gilbert Cates, regista e produttore televisivo statunitense (New York, n. 1934 - Los Angeles, † 2011)
- Gilbert P. Hamilton, regista, attore e produttore cinematografico statunitense (New York, n. 1890 - New York, † 1962)
- Gilbert Moses, regista statunitense (Cleveland, n. 1942 - New York, † 1995)
- Gilbert Ndahayo, regista ruandese (Shyanda, n. 1975)
- Gilbert Pratt, regista, sceneggiatore e attore statunitense (Providence, n. 1892 - Los Angeles, † 1954)
- Gilbert Roussel, regista, sceneggiatore e produttore cinematografico francese (Saint-Ouen-sur-Seine, n. 1946)

## Rugbisti a 15(1)
- Gilbert Doucet, rugbista a 15 e allenatore di rugby a 15 francese (Lourdes, n. 1956 - Tolone, † 2020)

## Schermidori(1)
- Gilbert Bougnol, schermidore francese (Saint-Myon, n. 1866 - Rueil-Malmaison, † 1947)

## Scrittori(8)
- Gilbert Adair, scrittore, critico cinematografico e giornalista britannico (Kilmarnock, n. 1944 - Londra, † 2011)
- Gilbert Abbott à Beckett, scrittore e drammaturgo britannico (Londra, n. 1811 - Boulogne-sur-Mer, † 1856)
- Gilbert Cannan, scrittore e romanziere britannico (Manchester, n. 1884 - Virginia Water, † 1955)
- Gilbert Cesbron, scrittore e filosofo francese (Parigi, n. 1913 - Parigi, † 1979)
- Gilbert Keith Chesterton, scrittore e giornalista britannico (Londra, n. 1874 - Beaconsfield, † 1936)
- Gilbert Collard, scrittore, avvocato e politico francese (Marsiglia, n. 1948)
- Gilbert Gatore, scrittore ruandese (n. 1981)
- Gilbert Sinoué, scrittore francese (Il Cairo, n. 1947)

## Storici(1)
- Gilbert Kenneth Jenkins, storico e numismatico britannico (Bristol, n. 1918 - Londra, † 2005)

## Tennisti(2)
- Gilbert Hunt, tennista e matematico statunitense (Washington, n. 1916 - Princeton, † 2008)
- Gilbert Shea, tennista statunitense (Portland, n. 1928 - Pacific Palisades, † 2020)

## Vescovi(1)
- Gilbert Génébrard, vescovo, teologo e ebraista francese (Riom, n. 1535 - Semur-en-Auxois, † 1597)

## Vescovi anglicani(1)
- Gilbert Burnet, vescovo anglicano e storico scozzese (Edimburgo, n. 1643 - Salisbury, † 1715)

## Vescovi cattolici(2)
- Gilbert Aubry, vescovo cattolico francese (Saint-Louis, n. 1942)
- Gilbert Louis, vescovo cattolico francese (Champsecret, n. 1940)

## Wrestler(1)
- Ricky Banderas, wrestler portoricano (Bayamón, n. 1975)

## Senza attività specificata(2)
- Gilbert d'Aissailly (Francia - † 1183)
- Gilbert Hérail, cavaliere medievale spagnolo (n. 1152 - † 1200)